# Número de Fourier
En física e ingeniería el número de Fourier (Fo) o módulo de Fourier, llamado así en honor a Joseph Fourier, es un número adimensional que caracteriza la conducción de calor. Conceptualmente es la relación entre la velocidad de la conducción de calor y la velocidad del almacenamiento de energía. Se define como:
| Símbolo                     | Nombre                                                    | Unidad |
| --------------------------- | --------------------------------------------------------- | ------ |
| {\displaystyle {\mbox{Fo}}} | Número de Fourier                                         |        |
| {\displaystyle \alpha }     | Difusividad térmica                                       | m2 / s |
| {\displaystyle t}           | Tiempo característico                                     | s      |
| {\displaystyle L}           | Longitud a través de la que ocurre la conducción de calor | m      |